# Großsteingrab Werder
Das Großsteingrab Werder war eine mögliche megalithische Grabanlage der Jungsteinzeit bei Werder, einem Weiler in Sachsendorf, einem Ortsteil von Lindendorf im Landkreis Märkisch-Oderland (Brandenburg). Es wurde im 19. Jahrhundert zerstört. Nach Leopold von Ledebur befand sich um 1843 östlich von Werder ein Hügel mit Steinkreisen, was Hans-Jürgen Beier als mögliches Großsteingrab interpretiert.